# Piani altitudinali
I piani altitudinali sono delle zone o fasce di altitudine caratterizzate da flora e vegetazione formalmente omogenea e sostanzialmente ad ecologia simile o reciprocamente compatibile. Di norma le "linee" o le quote che delimitano un piano altitudinale vengono chiamate "orizzonti". Prendono invece il nome di "limiti" quelle linee o quote che segnano il termine superiore (o inferiore) di un determinato tipo di vegetazione o, più nel dettaglio, di specifiche presenze floristiche.
Per la parte relativa ai territori montuosi e alpini, la validità geografica della suddivisione che segue si estende a tutta la catena delle Alpi, comprese le Dolomiti, nonché alla catena dei Carpazi. Nonostante numerose corrispondenze e analogie, anche di rilievo, tale validità non appare invece adeguatamente estensibile ai Pirenei, ai Balcani e agli Appennini, se non per considerazioni assai generalizzate o per singoli episodi.

## Considerazioni preliminari importanti
La suddivisione altitudinale della flora e della vegetazione in una sequenza di "piani" non è fissa e non è uguale per tutti i botanici. Differenti studiosi, di diversa impostazione tassonomica e di differente esperienza e/o nazionalità, ma anche con differenti finalità di studio, hanno formulato e formulano ancora sequenze di piani altitudinali alquanto diverse fra loro. Le diversità però non concernono i tipi di vegetazione (che sono, in realtà, quelli che dettano la sequenza), quanto invece le quote s.l.m. dei vari limiti e orizzonti, l'estensione altitudinale dei "piani", il loro numero e, in parte, anche il loro nome. La sequenza qui descritta è dunque un compendio, quanto più possibile completo e condiviso, delle sequenze formulate dai maggiori autori che si sono impegnati in questo campo (Josias Braun-Blanquet, Larcher, Tomaselli, Giacomini, Reisigl, Pirola e molti altri)

## Successione dei piani e degli orizzonti

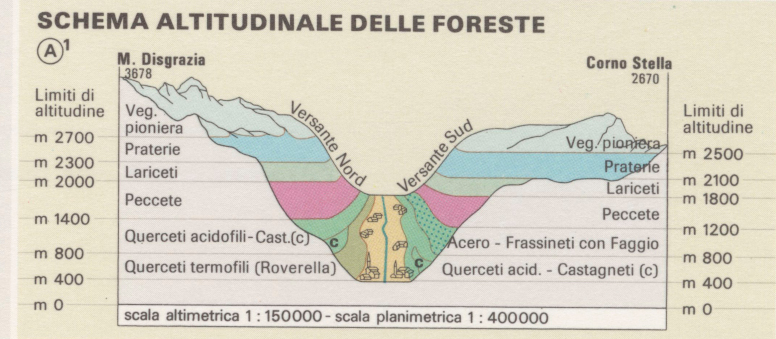
Schema altitudinale delle foreste

Nella successione che segue l'orizzonte (o limite) superiore di un piano coincide con l'orizzonte inferiore del piano sovrastante, e viceversa.

### Piano nivale
Va dai 2600/3000 m ai 3600/4000 m. È suddivisibile in due Piani secondari: il Superiore (dai 3000/3600 m ai 3600/4000 m) e l'Inferiore (dai 2600/3000 m ai 3000/3600 m):
- 3600-4000 m: Orizzonte culminale o delle nevi perenni. Limite superiore delle Crittogame; sulle pareti rocciose sopravvivono alcuni licheni
- Piano nivale superiore (Crittogame: muschi e licheni)
- 3000-3600 m: Orizzonte delle Tallofite. Limite superiore delle Fanerogame.
- Piano nivale inferiore (prati discontinui a zolle o cuscinetti: curvuleti, elineti, firmeti)
- 2600-3000 m: Orizzonte nivale. Limite superiore dei prati continui.

### Piano alpino
Va dai 2000/2200 m ai 2600/3000 m. Si può suddividere in due Piani secondari: il Superiore (dai 2200/2400 m ai 2600/3000 m) e l'Inferiore (dai 2000/2200 m ai 2200/2400 m) : 
- 2600-3000 m: Orizzonte nivale. Limite superiore dei prati continui.
- Piano alpino superiore (prati continui: varieti, nardeti, festuceti, androsaceti, loiseleurieti)
- 2200-2400 m: Orizzonte sub-nivale, o della vegetazione prativa.
- Piano alpino inferiore (arbusti, alberi nani e contorti, pascoli bassi: rodoreti, mugheti, ericeti)
- 2000-2200 m: Orizzonte alpino. Limite sup. della vegetazione arborea.

### Piano montano
Va dagli 800/1200 m ai 2000/2200 m.  Si può suddividere in due Piani secondari: il Superiore (dai 1200/1400 m ai 2000/2200 m) e l'Inferiore (dagli 800/1200 m ai 1200/1400 m) :
- 2000-2200 m: Orizzonte alpino. Limite sup. della vegetazione arborea
- Piano montano superiore (boschi di conifere: peccete e lariceti)
- 1200-1400 m: Orizzonte delle conifere. Limite sup. delle latifoglie mesofile
- Piano montano inferiore (boschi di latifoglie: faggete, ma anche pinete o abetaie)
- 800-1200 m: Orizzonte montano.

### Piano sub-montano
Va dai 400/600 m agli 800/1200 m. Può essere suddiviso in due Piani secondari: il Superiore (dai 600/800 m agli 800/1200 m)  e l'Inferiore (dai 400/600 m ai 600/800 m):
- 800-1200 m: Orizzonte montano.
- Piano sub-montano superiore (querce mesofile, faggi, castagni, presenza di conifere)
- 600-800 m: Orizzonte delle latifoglie termofile
- Piano sub-montano inferiore (querce e altre latifoglie meso-termofile e eliofile)
- 400-600 m: Orizzonte sub-montano

### Piano basale
Va dagli 0/10 m ai 300/350 m. Si può suddividere in tre Piani secondari: Il Litoraneo (dagli 0/10 m ai 10/100 m), il Costiero (dai 10/100 m ai 100/200 m) e il Collinare (o Planiziario) (dai 100/200 m ai 300/350 m):
- Piano collinare o planiziario (querce e altre latifoglie termo-xerofile)
- 100-350 m: Orizzonte delle latifoglie xerotermofile. Limite sup. delle sclerofille
- Piano costiero (leccete, roverelleti, pinete)
- 10-100 m: Orizzonte delle sclerofille
- Piano litoraneo (macchia mediterranea, vegetazione delle sabbie e delle  dune)
- 0-10 m:  Arenili. Livello del mare